# Мисисипи (окръг, Мисури)
Вижте пояснителната страница за други значения на Мисисипи.
Окръг Мисисипи (на английски: Mississippi County) е окръг в щата Мисури, Съединени американски щати. Площта му е 1111 km², а населението - 13 504 души. Административен център е град Чарлстън.